# Bucirriscu calabrese
Questa rara razza proviene dalla Calabria. Spesso chiamato il cane corso calabrese, rispetto al corso è un cane più pesante, più largo nel corpo e con cranio più tondo, rispetto al suo cugino. Il bucirriscu è stato utilizzato per una serie di funzioni, come proteggere il bestiame, la proprietà, oltre che per il combattimento. Un altro nome che porta la razza è Cane Macellaio, perché questo cane era utilizzato per accompagnare i macellai ai mercati e per fare la guardia alla mercanzia.
Incroci comuni con il Cane corso italiano hanno diminuito il numero di esemplari puri, causando la scomparsa del Bucciriscu Calabrese. Atletico, intelligente e obbediente, questo è un cane da lavoro agile e addestrabile. Il corpo è muscolare, con le gambe forti e un potente collo. Le orecchie e la coda sono di solito lasciati naturale.
Pelo corto fitto è di solito nero, ma tigrati sono apprezzati. Alcune macchie bianche sono accettabili sul petto e piedi. Altezza media è deve essere di circa 71 centimetri, ma la maggior parte degli esempi concreti sono più piccoli, di solito misura 64 cm al garrese.